# Citerne Basilique (Yerebatan Sarnıcı)

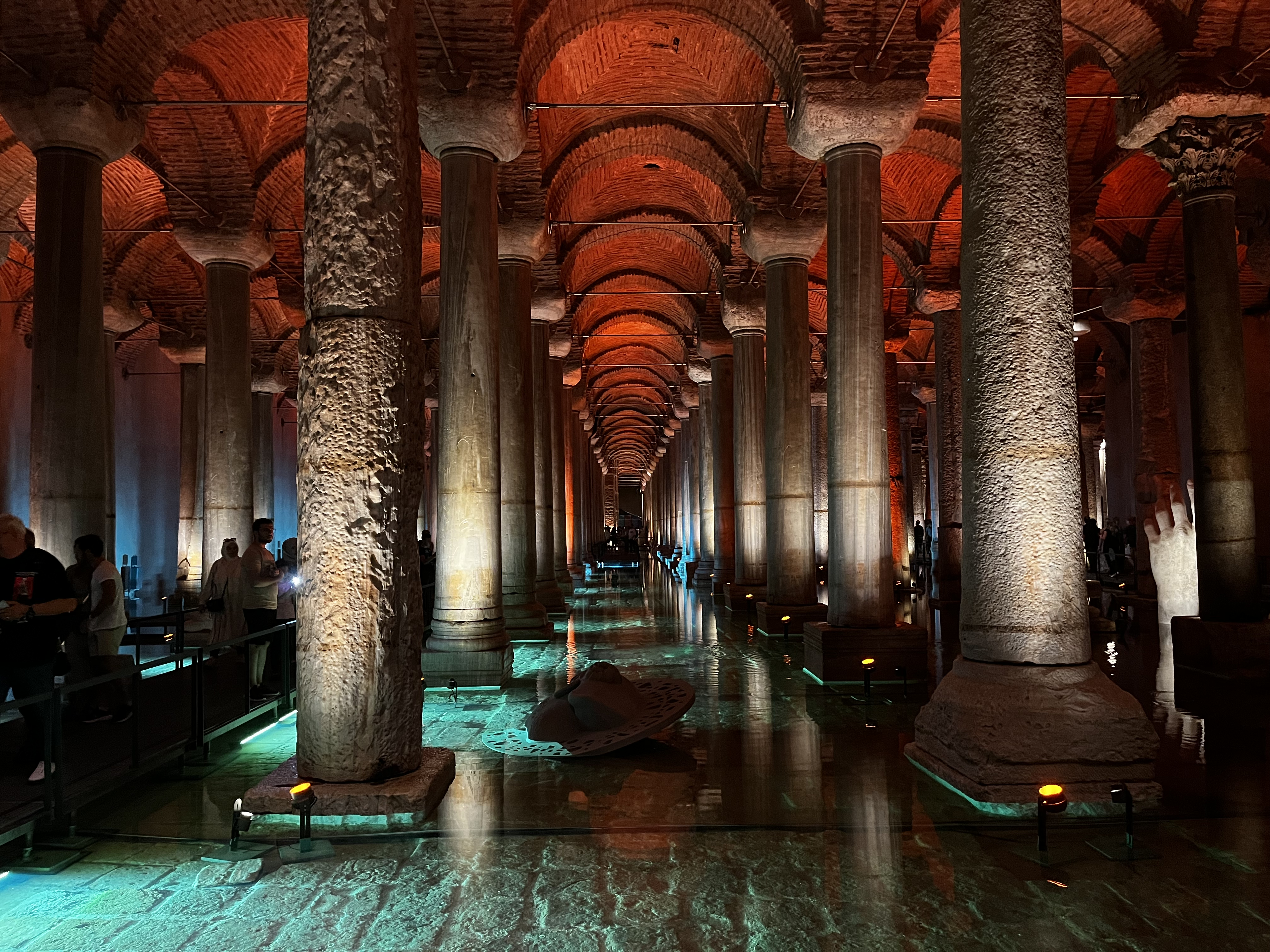
Les colonnades de la Citerne Basilique

Localisation de la citerne dans le centre de Constantinople

Plan de la Citerne Basilique

La Citerne Basilique (en grec Βασιλικὴ κινστέρνη / Basilikè kinstérnè), aussi connue sous le nom turc Yerebatan Sarnıcı (« la citerne enfouie sous terre »), est une gigantesque citerne souterraine de Constantinople, la capitale de l'Empire byzantin, dont elle est l'un des monuments les plus spectaculaires encore visibles aujourd'hui à Istanbul.
Elle est située à l'ouest de Sainte-Sophie, entre la Mésè au sud et l'église de la Théotokos des Chalkopratéia au nord.

## Historique
La citerne fut construite sous le règne de l’empereur Justinien dans le sous-sol d'un grand bâtiment à portiques, la Basilikè, après l'incendie de celui-ci lors de la sédition Nika en 532. Procope de Césarée décrit longuement dans les Édifices la reconstruction de la Basilikè et les raisons de l'aménagement de cette vaste citerne :
« Creusant à une grande profondeur cette place et l'un des portiques, celui qui faisait face vers le sud, l'empereur Justinien créa un réservoir convenable pour l'été contenant les eaux en surabondance des autres saisons. » (Édifices, I, xi, 14-16)
Procope souligne à ce propos les grandes variations saisonnières du débit de l'aqueduc, une caractéristique qui rendit nécessaire le creusement de nombreuses citernes souterraines à Constantinople pour stocker l'eau l'hiver en vue de la saison estivale.

## Descriptif
De plan rectangulaire, la Citerne Basilique mesure 138 × 64,6 m, et sa capacité est estimée à 78 000 m3, ce qui en fait la plus grande citerne de ce type à Constantinople. Sa paroi externe est un mur de maçonnerie de briques de 4 m d'épaisseur et recouvert d'un enduit hydrofuge. L'espace intérieur est subdivisé par 12 rangées de 28 colonnes en marbre, soit un total de 336 colonnes. Ces colonnes, monolithiques, mesurent 8 m de haut — alors qu'elles atteignent 12,4 m dans la citerne de Philoxenos (Binbirdirek) — et supportent des arcs et des voûtes de briques. La plupart sont surmontées de chapiteaux d'ordre corinthien, mais on trouve également des blocs d'imposte. Deux d'entre elles possèdent une base faite d'un bloc en remploi, présentant une tête de Méduse sculptée. L'entrecolonnement varie entre 4,75 et 5,10 m.
La Citerne Basilique a été utilisée comme cadre d'une scène du film Bons Baisers de Russie, ainsi que dans le roman Inferno de Dan Brown et son adaptation au cinéma.

## Galerie

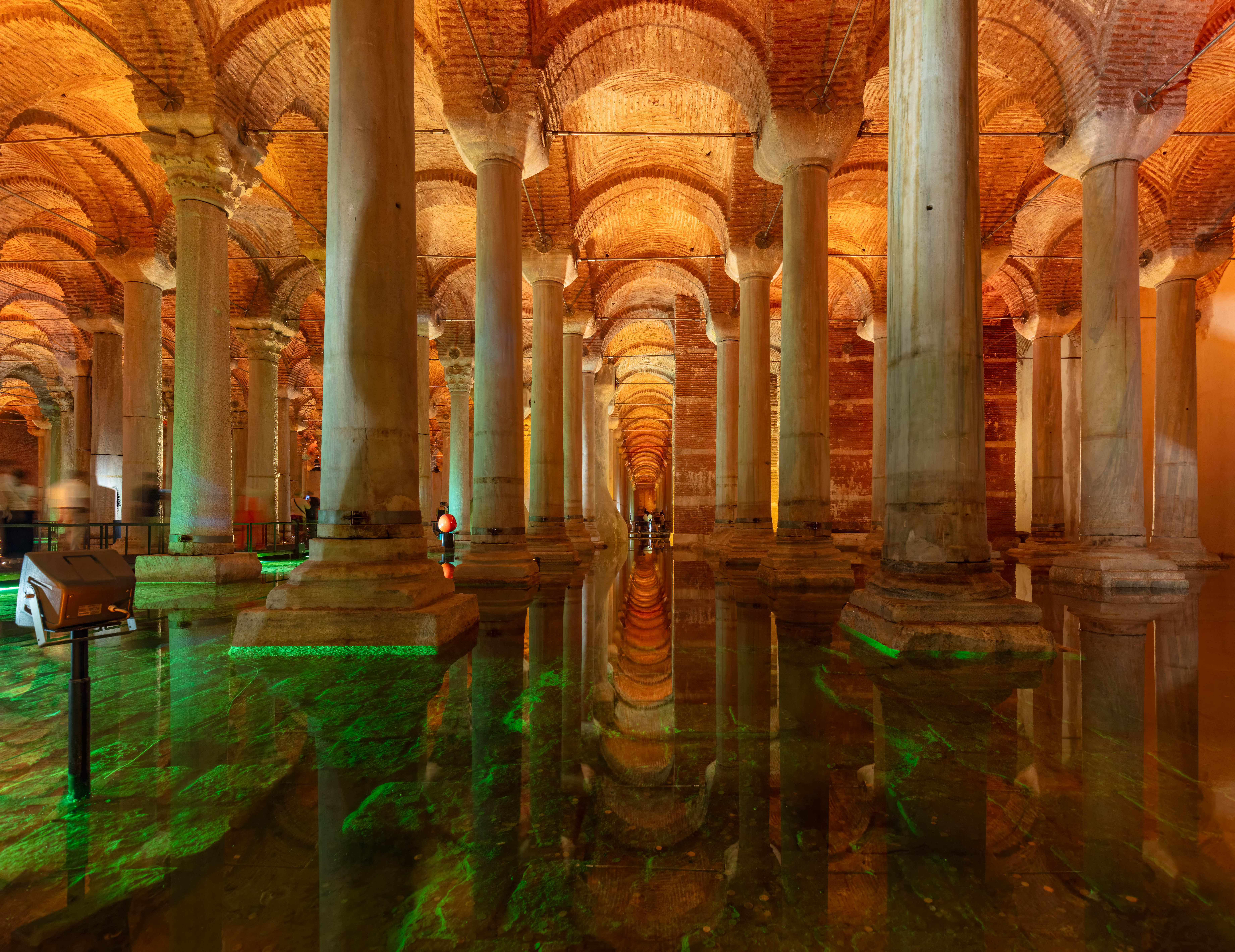
Citerne Basilique
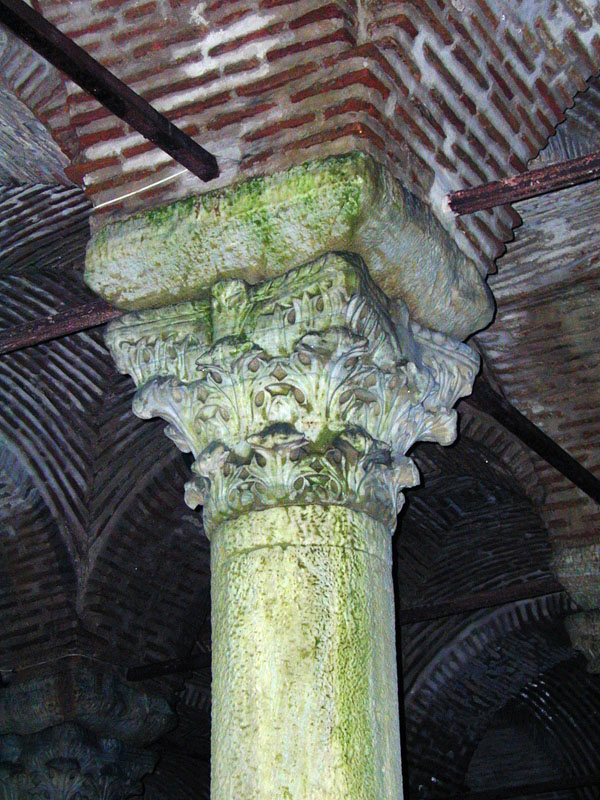
Colonne et chapiteau de la Citerne Basilique
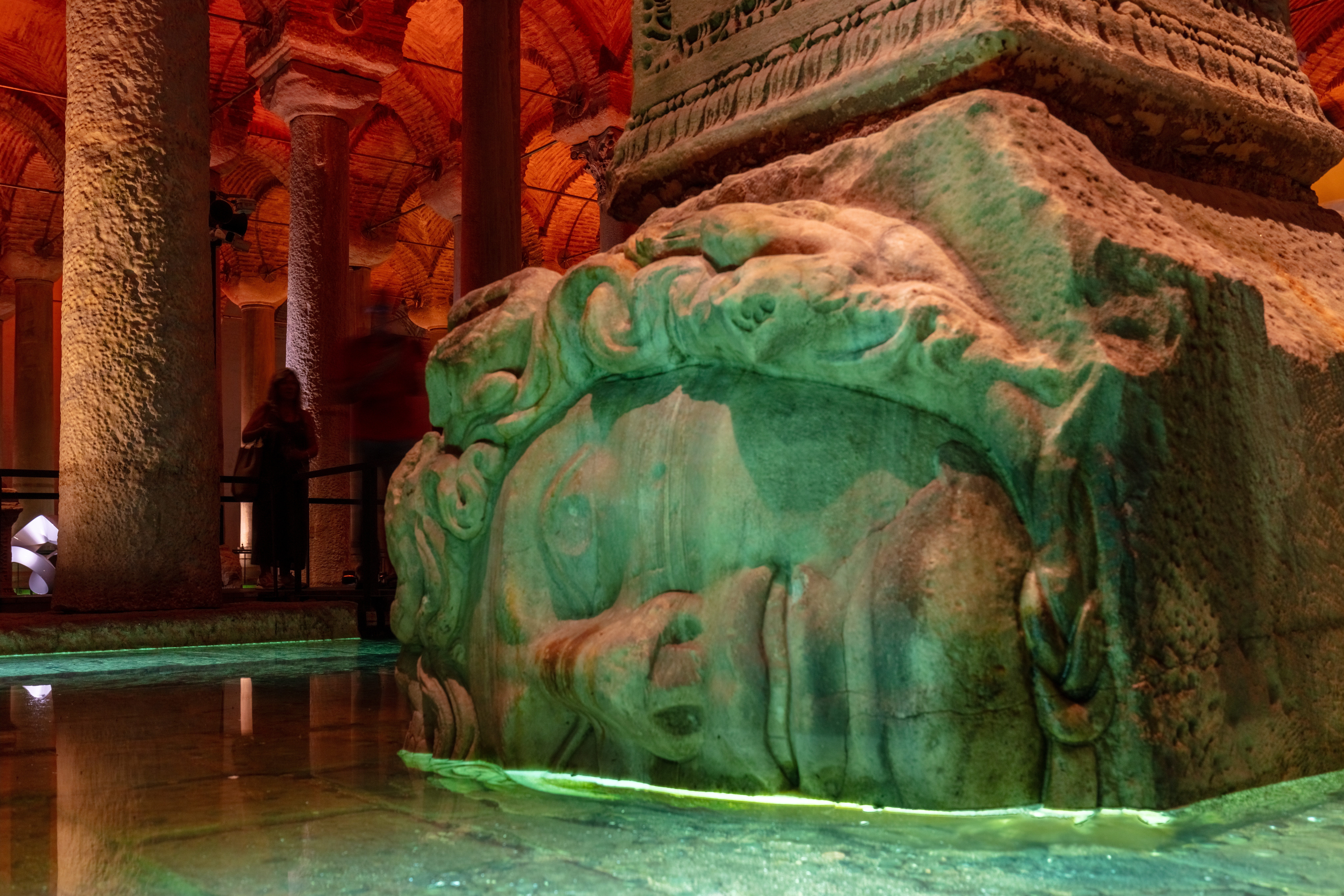
Méduse sur un bloc en remploi dans la Citerne Basilique
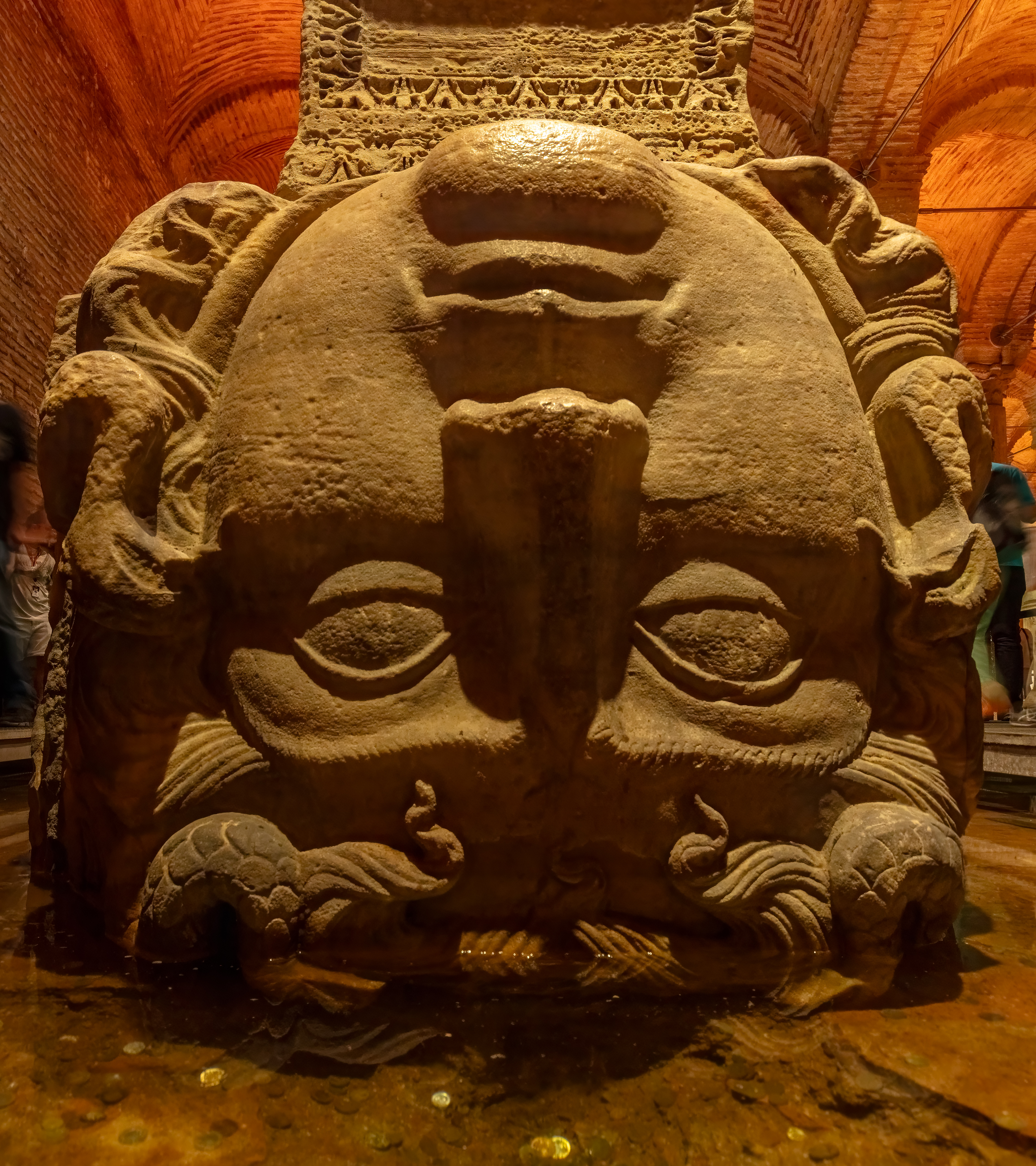
Base de colonne avec Méduse
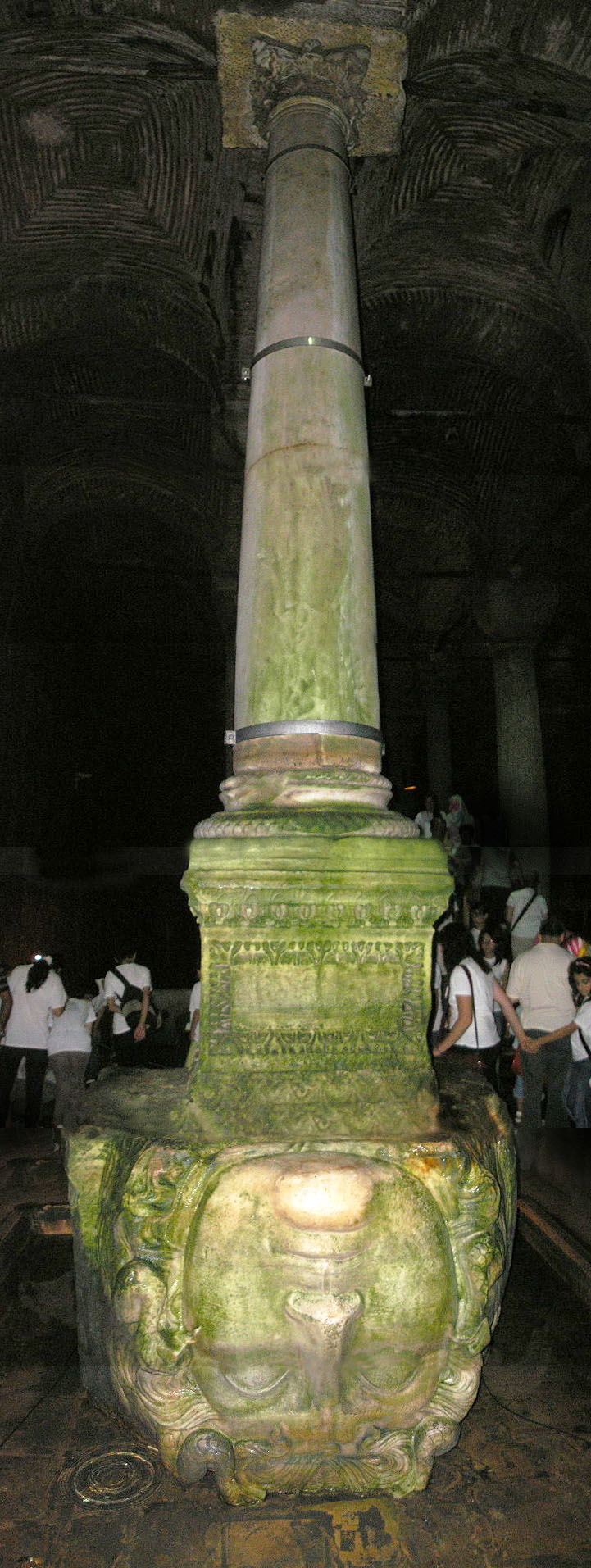
Base de colonne avec tête de Méduse
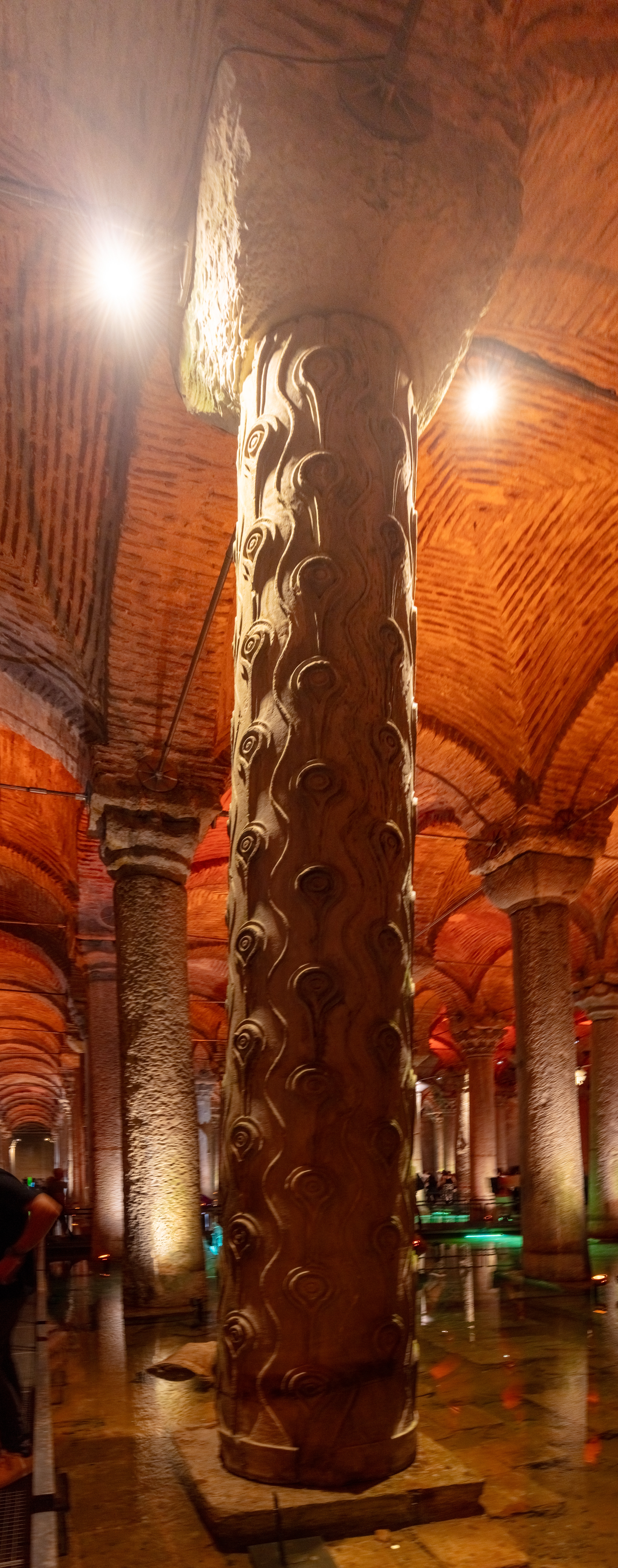
Colonne à yeux de paon
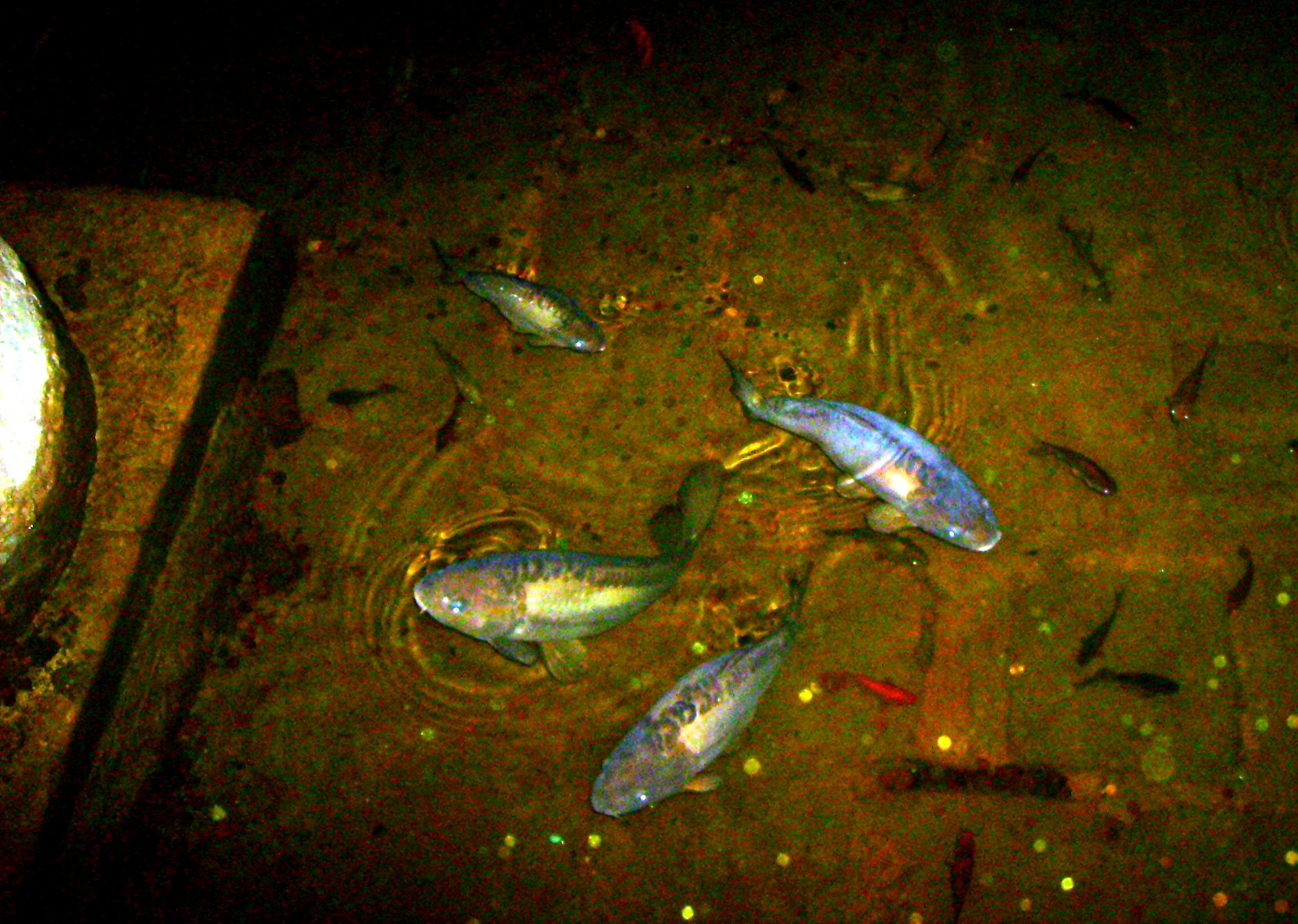
Carpes dans la citerne